# Jurij Smyrnow
Jurij Oleksandrowytsch Smyrnow (ukrainisch Юрій Олександрович Смирнов; * 17. August 1948 in Bui, Oblast Kostroma, Sowjetunion) ist ein ukrainischer Polizist und Politiker. Smyrnow war zwischen 2001 und 2003 Innenminister der Ukraine.

## Leben
1970 schloss Jurij Smyrnow ein 4-jähriges Studium der Jurisprudenz an der Rechtsakademie von Jaroslaw dem Weisen in Charkiw ab und startete ab Dezember 1971 eine Karriere bei der Polizei in Charkiw. Dort brachte er es bis 1994 zum Leiter der Kriminalpolizei. Anschließend war er von 1994 bis 1997 in leitender Funktion im Innenministerium der Oblast Luhansk und ab 1997 als Minister für innere Angelegenheiten der Oblast Dnipropetrowsk und stellvertretender Minister für innere Angelegenheiten in der Region Süd-Ost beschäftigt.
Zwischen Mai 2000 und März 2001 war er stellvertretender Minister und Leiter des Innenministeriums der Ukraine in Kiew und somit Leiter der Kiewer Polizei (Polizeipräsident) während der Massenproteste „Ukraine ohne Kutschma“ (ukr. Ukrajina bes Kutschmy).
Am 26. März 2001 wurde Jurij Smyrnow, in Nachfolge von Jurij Krawtschenko im Kabinett Juschtschenko, Kabinett Kinach und dem ersten Kabinett Janukowytsch Innenminister der Ukraine. Dieses Amt hatte er bis zum 27. August 2003 inne und wurde anschließend bis 2005 Berater des Präsidenten der Ukraine und stellvertretender Sekretär des Nationalen Sicherheits- und Verteidigungsrat der Ukraine.
Anschließend war er bis 2008 als erster stellvertretender Vorsitzender der Privatbank für die Sicherheit verantwortlich.
Er hatte zuletzt den Rang eines Generaloberst der Polizei und erhielt zahlreiche Ehrungen und Auszeichnungen. Darunter den Verdienstorden der Ukraine erster (2003), zweiter (1998) und dritter (1996) Klasse. Smyrnow ist verheiratet und Vater zweier Kinder.